# Conversations Hashtag 4: Vulcanized
Conversations #4: Vulcanized ist ein Jazzalbum von Florian Arbenz. Die am 28. März 2021 in den Hammerstudios Basel entstandenen Aufnahmen erschienen 2021 auf Florian Arbenz’ Label Hammer Recordings.

## Hintergrund
Unter dem Eindruck der COVID-19-Pandemie hat sich der Schlagzeuger und Percussionist Florian Arbenz 2021 daran gemacht, zwölf musikalische Begegnungen zu dokumentieren, die in seinem Tonstudio in Basel stattfanden, jedes Mal mit anderen Musikern. Nach Conversation #1: Condensed (mit dem brasilianischen Gitarristen Nelson Veras und dem amerikanischen Trompeter Hermon Mehari) und Conversation #2: Oracle, Conversation #3: Neologism (mit dem britischen Vibraphonisten Jim Hart und auf Conversation #3 auch mit dem Schweizer Bassisten Heiri Känzig) setzte der Schlagzeuger Florian Arbenz seine auf zwölf Alben angesetzte Conversions-Reihe mit Conversation #4 (Vulcanized) fort.
Mit Arbenz spielten der französische Bassist François Moutin und der kubanische Saxophonist Maikel Vistel, der mit dem Schlagzeuger im Sextett Convergence zusammenarbeitet. Sie interpretierten neben Kompositionen Vistels und Moutins vor allem Standards von Thelonious Monk („Bemsha Swing“), Bill Evans („Waltz for Debby“) und Eddie Harris („Freedom Jazz Dance“), außerdem Joe Zawinuls „Scarlet Woman“, ein Stück aus dem Weather Report Album Mysterious Traveller (1974). Absurderweise für ein Album ohne Harmonieinstrument wurden die enthaltenen Standards sämtlich von Pianisten geschrieben, hieß es in den Liner Notes.
An der Studiosession hätte auch Maikel Vistels Bruder, der Trompeter Jorge Vistel teilnehmen sollen, aber kurz vor der Aufnahmesession infizierte dich dieser mit dem Corona-Virus. Da die Kompositionen und Arrangements für eine Quartettbesetzung vorbereitet worden waren, veränderte dies und das Trio-Format die Situation, was die Session nach Ansicht von Jean-Pierre Goffin näher an einem Liveauftritt rückte als eine reine Studioarbeit.

## Titelliste
- Florian Arbenz, François Moutin, Maikel Vistel: (Florian Arbenz Hammer Recordings)[2]

1. Bemsha Swing (Monk) 5:07
2. Pandemia (M. Vistel) 6:29
3. Freedom Jazz Dance (Eddie Harris) 4:13
4. A Soothing Thrill (F. Moutin) 5:51

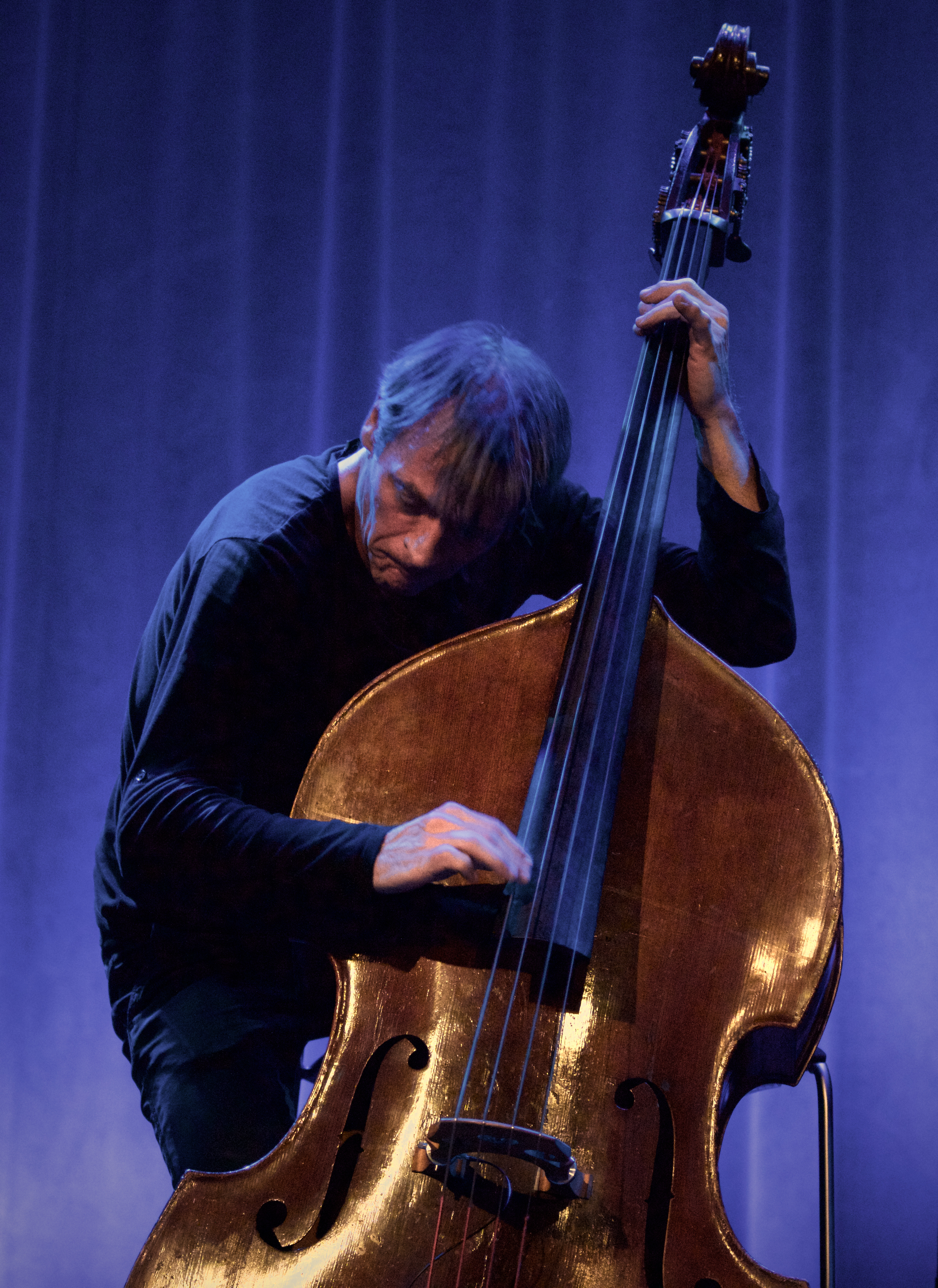
Francois Moutin mit Rudresh Mahanthappa 'Bird Calls' im Tivoli Vredenburg Utrecht, 2016

5. Hackensack (Monk) 5:40
6. Scarlet Woman (Joe Zawinul) 4:53
7. Closer (J. Vistel) 3:53
8. Waltz for Debby Bill Evans 4:29

## Rezeption
Nach Ansicht von Mark Corroto, der das Album in All About Jazz mit viereinhalb Sternen auszeichnete, sind die Stücke, wie jene auf den vorangegangenen Conversations-Alben, meist von kurzer Dauer mit kompakten Soli und präzisen Performances. In „Scarlett Woman“ von Weather Report spiele Vistel geschickt, von Wayne Shorter inspiriert, auf dem Sopransaxophon, und Moutins Bass fungiere als Erzähler, während Arbenz die Details ausfülle. Auch die drei Eigenkompositionen Moutins und Vistels durchlaufe dieses Trio mit der gleichen Autorität. Wenn man genau hinhöre, könnte man es für eine langjährige Gruppe halten, und vielleicht sei dies das ultimative Kompliment für diese Session.
Jean-Pierre Goffin schrieb in Jazz Halo, die Fokussierung auf die Standards sei vielleicht der veränderten Situation durch den Ausfall des Trompeter geschuldet. Weit davon entfernt, ein Schlagzeuger-Album zu sein, lasse die Session viel Raum sowohl für den Saxophonisten, der sich sowohl bei den vehementen oder samtigen Themen immer inspiriert zeige, aber auch für den Bassisten Moutin. Dessen Qualitäten seien sowohl technisch als auch der Integration in Kontexte so vielfältig wie auch im Trio von Martial Solal, den Projekte mit seinem Bruder Louis im Moutin Factory Quintet oder im Moutin Reunion Quartet (mit Pierre de Bethmann und Rick Margitza) zu hören. Diese weitere Session als „Teil eines erstaunlichen Konzepts“ sei ein Album von großer Frische und Inspiration, so das Resümee des Autors.
Im Down Beat wurde das Album mit viereinhalb Sternen ausgezeichnet.